# Обідне
Обідне́ — село в Україні, у Вороновицькій селищній громаді Вінницького району Вінницької області. Населення становить 691 особу.

## Люди
В селі народилися українські історики, брати: Джеджула Карпо Омелянович (1918—2001) та  Джеджула Андрій Омелянович (1915—1971).
Також у Обідному в 1937 році народився відомий український лікар-онколог доктор медичних наук, професор Болюх Борис Афанасійович, завідувач кафедри променевої діагностики, терапії та онкології Вінницького національного медичного університету ім. М. Пирогова.